# Alphonse de Woelmont
Le baron Louis Alexandre Alphonse de Woelmont d’Opleeuw, né le 20 janvier 1799 à Namur et mort le 7 mars 1856 à Gors-Opleeuw, est un homme politique belge.

## Fonctions et mandats
- Membre des états provinciaux du Limbourg : 1825-
- Bourgmestre de Gors-Opleeuw : 1829-1856
- Membre du Congrès national : 1830-1831
- Membre de la Chambre des représentants de Belgique : 1831-1833
- Conseiller provincial du Limbourg

## Sources
- Carl BEYAERT, Biographies des membres du Congrès national, Brussel, 1930, p. 100